# Yoshi’s Crafted World
Yoshi’s Crafted World (japanischer Originaltitel: ヨッシークラフトワールド, Hepburn:  Yosshī Kurafuto Wārudo) ist ein Jump-’n’-Run-Videospiel, das von dem Spielentwickler Good-Feel entwickelt und von Nintendo am 29. März 2019 exklusiv für die Nintendo Switch veröffentlicht wurde. Es ist der Nachfolger von Yoshi’s Woolly World.

## Spielprinzip
Yoshi’s Crafted World ist ein 2,5D-Jump-’n’-Run in Papp-Optik, das sich vom Gameplay her stark an Super Mario World 2: Yoshi’s Island anlehnt. Ein Alleinstellungsmerkmal des Spiels ist, dass man mit dem Vorder- und Hintergrund interagieren kann. Außerdem hat jedes Level zusätzlich zur Vorder- auch eine Rückseite, die nach Abschluss gespielt werden kann. Auf dieser muss der Spieler jeweils bis zu drei Schnuffelchen finden und ins Ziel bringen, wofür er pro zurückgebrachtem Schnuffelchen eine Blume erhält. Wenn ihm dies innerhalb des vorgegebenen Zeitraums gelingt, erhält er eine weitere Blume. Das Spiel enthält außerdem einen Zweispieler-Modus, bei dem jeder Spieler seinen eigenen Yoshi steuert. Das Spiel ist sowohl mit den Joy-Con als auch mit dem Nintendo Switch Pro Controller spielbar.

## Handlung
Die Yoshis leben auf einer Insel, auf deren Gipfel sich die Traumsonne befindet. Die Traumsonne kann mithilfe ihrer fünf Traumjuwelen Wünsche erfüllen. Eines Tages gelangen Kamek und Baby Bowser auf die Insel der Yoshis und wollen die Traumsonne stehlen. Dabei werden die Yoshis, Kamek, Baby Bowser und die Traumsonne von der Insel geschleudert und die Traumsonne verliert ihre Juwelen.
Kamek und Baby Bowser suchen die Traumjuwelen. Die Yoshis wollen dies verhindern und ein Yoshi (bzw. zwei Yoshis im Koop-Modus) begibt sich ebenfalls auf die Suche, um die Traumjuwelen vorher zu finden. Die restlichen Yoshis warten währenddessen bei der Traumsonne.

## Veröffentlichung
Das Spiel wurde am 13. Juni 2017 im Rahmen einer  Nintendo Direct zur E3 2017 (damals noch unter dem Arbeitstitel Yoshi) für 2018 angekündigt. Im Juni 2018 gab Nintendo bekannt, dass die Veröffentlichung des Spiels auf das Jahr 2019 verschoben werde. In einer Nintendo Direct am 13. September 2018 wurde der Name des Spiels verraten und es wurde angekündigt, dass Yoshi’s Crafted World im Frühling 2019 erscheinen werde. In einem Story-Trailer vom 8. Januar 2019 gab Nintendo das Veröffentlichungsdatum für den 29. März 2019 bekannt. Am 29. März 2019 ist Yoshi’s Crafted World für die Nintendo Switch veröffentlicht worden.
Während einer Nintendo Direct am 13. Februar 2019 kündigte Nintendo eine Demoversion zum Spiel an, die noch am selben Tag im Nintendo eShop erschien.

## Rezeption
Yoshi’s Crafted World erhielt überwiegend positive Bewertungen von verschiedenen Fachmagazinen. Gelobt wurden insbesondere die Optik und die zwar geringe, dafür jedoch konstante Bildwiederholrate von 30 Bildern pro Sekunde. Kritisiert wurde häufig die kurze Spielzeit, der niedrige Schwierigkeitsgrad und dass der Koop-Modus zu chaotisch ausfällt. Auf der Bewertungswebsite Metacritic hält das Spiel, basierend auf 92 Bewertungen, einen Metascore von 79 %.
TheGamer war der Ansicht, das Spiel sei "[...] a mostly forgettable experience full of adequate levels and bosses." („[...] eine größtenteils vergessliche Erfahrung voller ausreichend guter Level und Bosse.“)
GamesRadar fand, dass das Spiel in späteren Leveln durchaus schwierig sein kann, insbesondere wenn man vor hat, alles einzusammeln.

### Verkaufszahlen
In Japan wurde Yoshi’s Crafted World in der ersten Verkaufswoche 53.327 Mal verkauft. Weltweit wurde das Spiel in derselben Zeit über 1,11 Millionen Mal verkauft.